# Gears of War 4
Gears of War 4 is een tactische third-person shooter die ontwikkeld is door The Coalition en uitgegeven door Microsoft Game Studios voor de Xbox One en Windows. Het spel kwam wereldwijd beschikbaar op 11 oktober 2016.

## Plot
Gears of War 4 speelt zich 25 jaar later af na de gebeurtenissen in Gears of War 3. Na de vernietigende wapenstrijd tegen de Locust en de Lambent is de mensheid genoodzaakt zich aan te passen aan de nieuwe omstandigheden op de planeet. Om de overgebleven populatie te beschermen worden hoge muren om de steden gebouwd, en is reizen buiten de stad verboden. Een groep genaamd de "Outsiders" zet zich af tegen het regime van de overheid (COG) en leeft afgelegen buiten de jurisdictie van de COG.
Het verhaal draait om protagonisten J.D. Fenix, Delmont Walker en Kait Diaz.

## Gameplay
Veel elementen van de gameplay uit voorgaande spellen zijn opnieuw teruggebracht. Tot nieuw arsenaal behoort het Dropshot-wapen om explosieven af te schieten, en de Buzzkill die zaagbladen afvuurt.
Het spel bevat vier categorieën weertype, zoals van een stevige wind tot krachtige windhozen, die de gevechten en het wapengebruik beïnvloeden.

## Ontvangst
Gears of War 4 is ontvangen met overwegend positieve recensies. Men prees de gevechten in het spel en de visuele aspecten, kritiek was er op de campagnes en het script.
Op aggregatiewebsite Metacritic heeft het spel een score van 86% (pc-versie) en 84% (Xbox One-versie).
| Publicatie    | Score   |
| ------------- | ------- |
| Destructoid   | 8/10    |
| EGM           | 9/10    |
| Game Informer | 9,25/10 |
| GameSpot      | 7/10    |
| IGN           | 9,2/10  |
| Polygon       | 9/10    |